# Літературний портрет
Літерату́рний портре́т — жанр літературно-критичного, науково-популярного нарису про життя та творчість письменника, близький до наукової біографії, стисліший за викладом, розрахований на масового читача.

## Літературний портрет як мемуарний жанр
Літературний портрет — також досить поширена жанрова форма сучасної мемуаристики. Автор такого літературного портрета не ставить собі за мету відтворити весь життєвий шлях свого героя. Цього важко досягти, оскільки письменникові в такому разі необхідно знати про героя буквально все. Письменник, який працює в жанрі літературного портрета, намагається через одну або кілька зустрічей з героєм показати цілісність, складність і багатогранність його особистості. При цьому він прагне досягти портретної схожості, що теж визначає специфіку жанру.
Майстрами літературного портрета зарекомендували себе Микола Бажан («Думи і спогади»), Петро Панч («Відлітають журавлі»), Сава Голованівський («Меморіал»), Семен Журахович («Пам'яті пекучий біль»), Тамара Мороз-Стрілець («Голос пам'яті»), Олекса Ющенко («В пам'яті моїй»).
Літературний портрет як мемуарний жанр із низки параметрів дуже близький до художньої біографії й літературно-критичного жанру з такою ж назвою. Російський дослідник літературного портрета В. Барахов наголошував:
| «Ми з деякою набридливістю підкреслюємо думку про близькість біографії, портрета та літературної критики зовсім не для того, аби розмити межі жанру літературного портрета. Ми хочемо лише акцентувати увагу на тому, що узагальнена характеристика, яка утворює його оповідну основу, містить у собі елементи інших споріднених жанрів, котрі підкоряються основному задумові портретиста. їхнє місце й роль у кожному конкретному випадку залежать від головної мети автора. Тому в середині портрета центр ваги, що незмінно припадає на саму індивідуальність людини, може зсуватися в той чи інший бік, утворюючи його різноманітні жанрові різновиди (літературний портрет як жанр мемуарно-біографічної прози, літературний портрет як документально-біографічну оповідь про давно померлого історичного діяча, яка ґрунтується на використанні іконографічних матеріалів, листів, мемуарів сучасників, літературний портрет як жанр критики тощо)». |
Творча практика українських письменників засвідчує, що літературний портрет як жанр мемуаристики в чистому вигляді в ній існує рідко.
Найчастіше твори цього жанру групуються в цикли про різних героїв, об'єднуючим центром яких є постать автора. Скажімо, спогади Степана Крижанівського «Ми пізнавали неповторний час» поєднують три тематичні цикли: «Фронтові друзі» та «Учителі і соратники» — по 14 портретів, «Зустрічі на перехрестях» — 3 портрети.
Іноді (в українській літературі таке буває нечасто) літературні портрети постають як компоненти складнішої жанрової структури. Прикладом може бути тетралогія Юрія Смолича «Розповідь про неспокій», що є велетенським мемуарним нарисом, в якому, крім характеристики суспільно-політичного життя впродовж кількох десятиліть, аналізу літературного процесу цього ж періоду, представлені літературні портрети багатьох письменників, учених, політиків. Такий характер мають і «Зустрічі і прощання» Григорія Костюка.